# Prinsjesdag

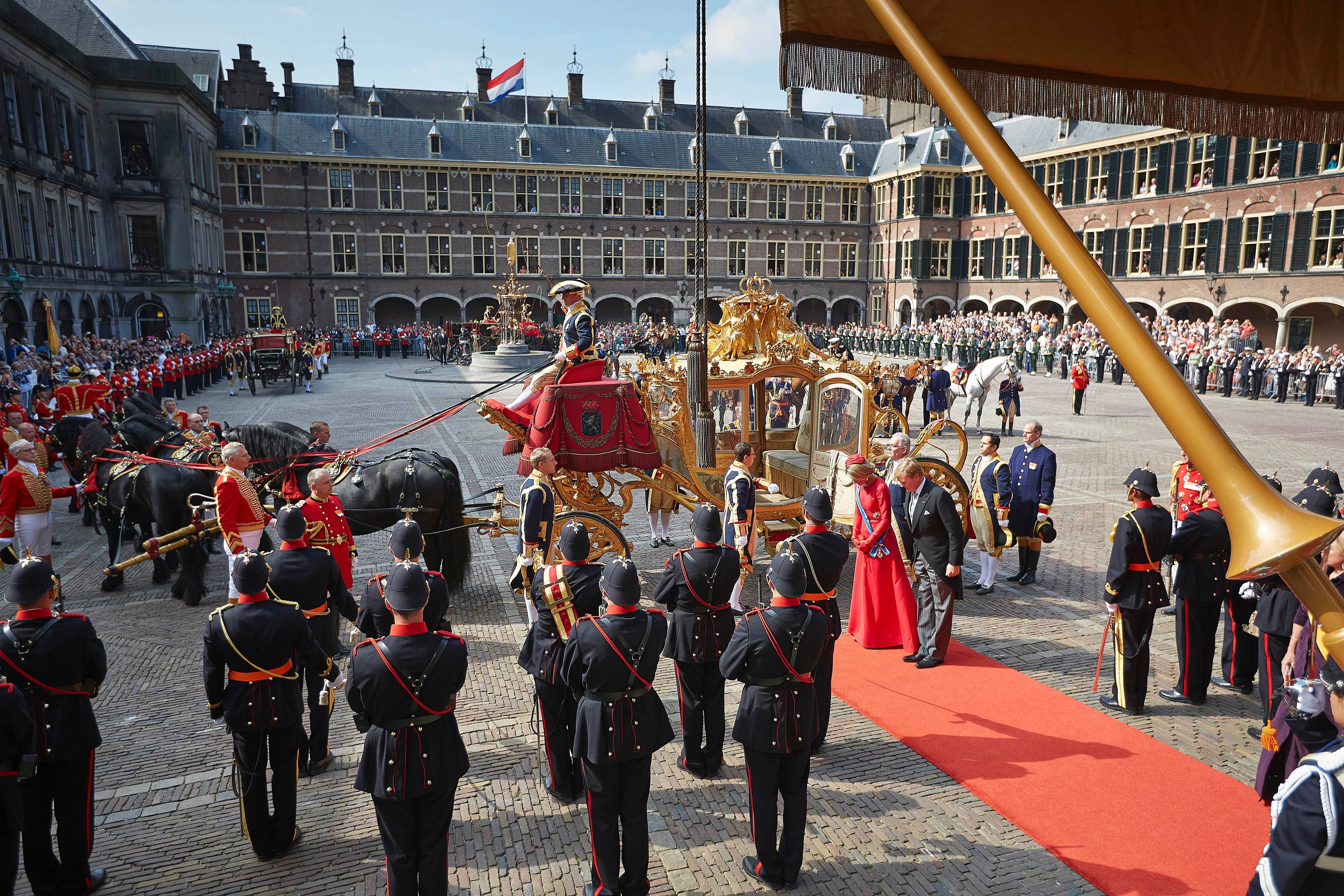
O Fiacre de Ouro no Prinsjesdag, 2014

Prinsjesdag (em português:   Dia do Príncipe) é o dia em que o monarca dos Países Baixos, (atualmente o Rei Guilherme Alexandre) realiza um discurso aos Senadores e Deputados holandeses em uma sessão conjunta, geralmente realizada na Ridderzaal (Sala dos Cavaleiros) na Haia. O discurso do trono (em neerlandês:  Troonrede) aborda questões relacionadas aos planos e políticas de governo para a sessão legislativa que se abre. O evento é prescrito pela constituição do país em seu artigo 65, que afirma: 
Uma exposição sobre a política a ser seguida pelo Governo será dada por ou em nome do Rei antes de uma sessão conjunta das duas Casas do Estado-Geral, que será realizada todos os anos na terceira terça-feira de setembro ou em data anterior, podendo ser prescritos por lei do Parlamento.

## Discurso do Trono

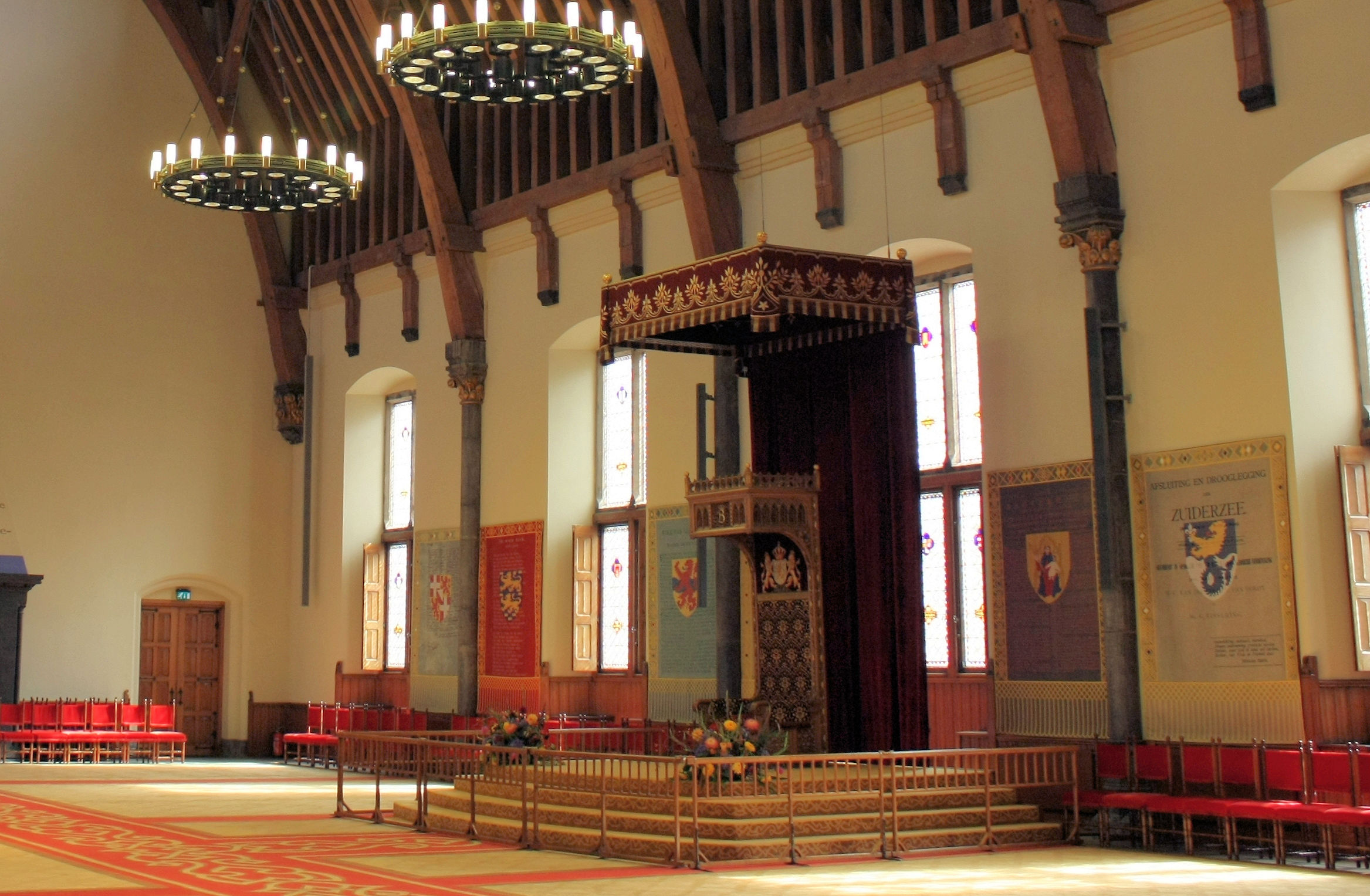
O Trono dos monarcas dos Paises Baixos na Ridderzaal na Haia

A primeira parte do Prinsjesdag é o Discurso do Trono na Assembleia Geral das Casas do Estado na Ridderzaal.
Por volta das 12:30 no Prinsjesdag, os membros do Senado e da Casa de Representantes adentram à Ridderzaal.
Eles se sentam opostamente e à esquerda e à direita do trono. Os ministros e secretários de Estados sentam-se à esquerda do trono. Entre eles sentam-se os membros do Conselho de Estado dos Países Baixos (parecido com o Conselho da República no Brasil), o mais alto órgão consultivo do país. 
Todos eles sentam-se de maneira centralizada, numa área divida por barreiras feitas de Madeira, simbolizando que a o chefe de estado está em conferência com o Parlamento. 
Fora da área centralizada do Conselho de Estado, ficam sentados altos funcionários de governo, oficiais de alta patente das forças armadas, altos membros do Judiciário, o Comissário da Rainha da província da Holanda do Sul, o prefeito de Haia, e pessoas  especialmente convidas para o evento. 
A Rainha, normalmente acompanhada de membros da família real, deixam o Palácio Noordeinde no Fiacre de Ouro até o Binnenhof (complexo de edifícios que compõe Haia), escoltados por dignitários e esquadrões militares de honra. Fora do palácio fica uma outra escolta de honra e uma banda militar.

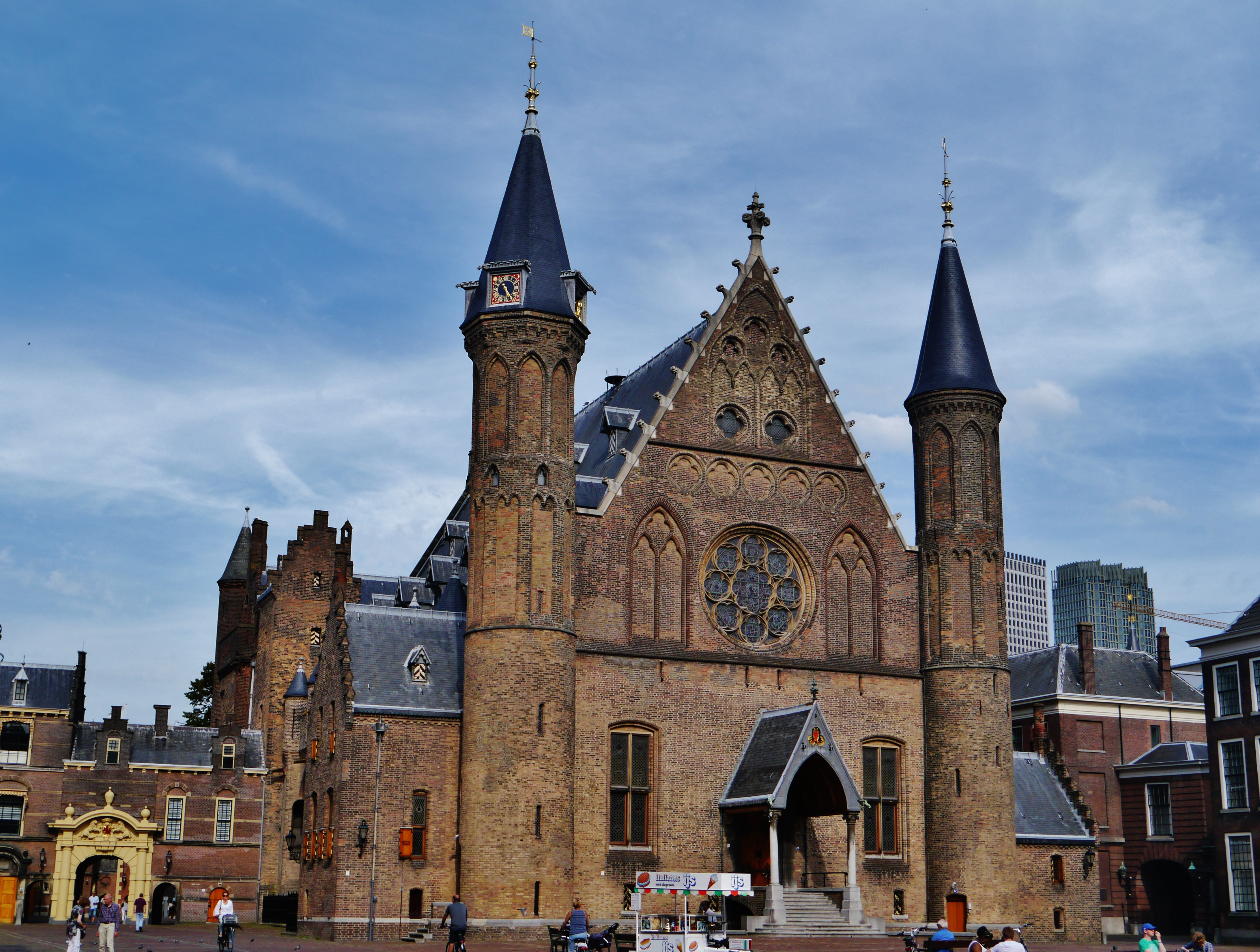
Ridderzaal em Haia, Países Baixos

Assim que a rainha chega ao Binnenhof, uma banda toca o Het Wilhelmus (Hino Nacional dos Paises Baixos). A Rainha e membros da Família Real saúdam o Real Corpo de Fuzileiros Navais dos Paises Baixos (o mais antigo regimento armado dos Paises baixos) e sobem as escadarias da Ridderzaal.
O presidente do Senado dos Países Baixos preside a sessão conjunta. Pouco antes das 13:00, ele abre a reunião e, em seguida, nomeia um certo número de pessoas entre os membros das duas Casas para escoltar a rainha e seu séqüito. Nessa ocasião, os homens membros do Parlamento usam suas vestes mais formais, enquanto que as mulheres deputadas tentam superar umas às outras com chapéus extravagantes. 
Os porteiros recebem a rainha e os membros da Casa Real na entrada da Ridderzaal. O presidente da sessão conjunta, em seguida, anuncia a chegada do chefe de Estado: um sinal para todos os presentes fiquem de pé. A Rainha, em seguida, dirige-se ao Trono, de onde ela realiza o seu discurso. Na sua qualidade (formal) de chefe do Governo, ela anuncia os planos para o novo ano parlamentar. Assim como no Reino Unido e nos paises da Comunidade Britânica, o Discurso da Rainha não é escrito por ela, mas pelo primeiro-ministro e seu gabinete. 
Quando o discurso é terminado, o presidente do Senado proclama "Lang leve de Koningin" ("Viva a Rainha!"), que é respondido por todos os presentes com "Huzza ! Huzza! Huzza! " Isto traz o fim da sessão conjunta das duas casas. Os porteiros escoltam a rainha e os membros da Casa Real para saída. Então o presidente encerra a sessão.

## Orçamento
Após o almoço, o ministro das Finanças propõe orçamento nacional para o ano seguinte e do Memorando de Orçamento (o “Miljoenennota”) à Casa dos Representantes dos Países Baixos. 
Inicia-se em seguida um ciclo de debates parlamentares sobre o orçamento. Estes são chamados de “algemene beschouwingen” (considerações gerais). É o momento mais importante para a política parlamentar, pois os deputados podem alterar o orçamento para financiar planos específicos. 

## História

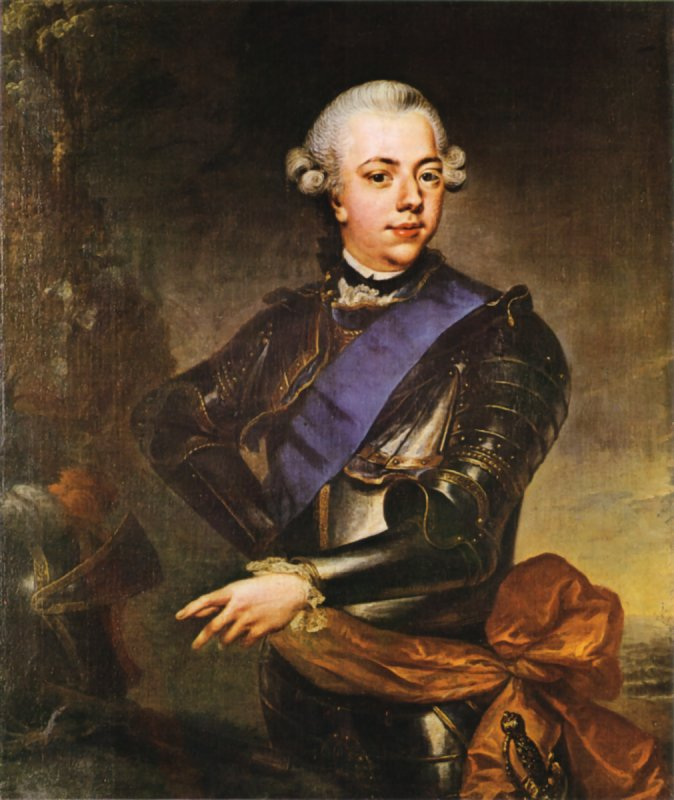
William V, Príncipe de Orange

No século XVIII o Prinsjesdag era o feriado mais popular do país, e era originalmente usado para comemorar em 8 de março o aniversário do Príncipe William V.
Entre 1780 e 1797 — época conhecida como "Era dos Patriotas", levando à Revolução Bataviana (fim do período Republicano) — o dia era usado para demonstrações de lealdade da Casa de Orange, sendo essa uma das explicações da origem do nome da cerimônia de abertura do Parlamento
Historicamente, a Constituição declarou que a abertura do parlamento deverá ter lugar em data a fixar. A abertura do parlamento foi originalmente realizada na primeira segunda-feira de novembro, na primeira metade do século XIX, e em seguida na terceira segunda-feira de outubro, mas devido a uma  revisão constitucional relativa aos orçamentos anuais em 1848, era necessário mais tempo para debater o orçamento, de modo que a data foi antecipada um mês. A Segunda-feira foi considerada inadequada, pois muitos parlamentares em partes distantes do país precisava deixar suas casas no domingo para chegar a Haia em tempo, então uma revisão do Prinsjesdag em 1887 mudou a data para terça-feira. 
Ao longo dos anos de 1815 a 1904, o discurso do trono foi realizado na sala de reuniões da Câmara dos Deputados, mas foi transferido de volta para o Salão dos Cavaleiros após uma extensa restauração do prédio no início do século XX. 